# Berlin-Potsdam-Magdeburger Eisenbahngesellschaft
Die Berlin-Potsdam-Magdeburger Eisenbahngesellschaft, auch in der Schreibung Berlin-Potsdam-Magdeburger Eisenbahn-Gesellschaft oder kurz Berlin-Potsdam-Magdeburger Eisenbahn, war eine Bahngesellschaft in Preußen. Ihre Stammstrecke war die Bahnstrecke Berlin–Magdeburg, in späteren Jahren betrieb sie noch einige weitere Strecken in der Region. Im Jahr 1880 ging sie in den Besitz des Königreichs Preußen über und wurde damit Teil der Preußischen Staatseisenbahnen.

## Geschichte

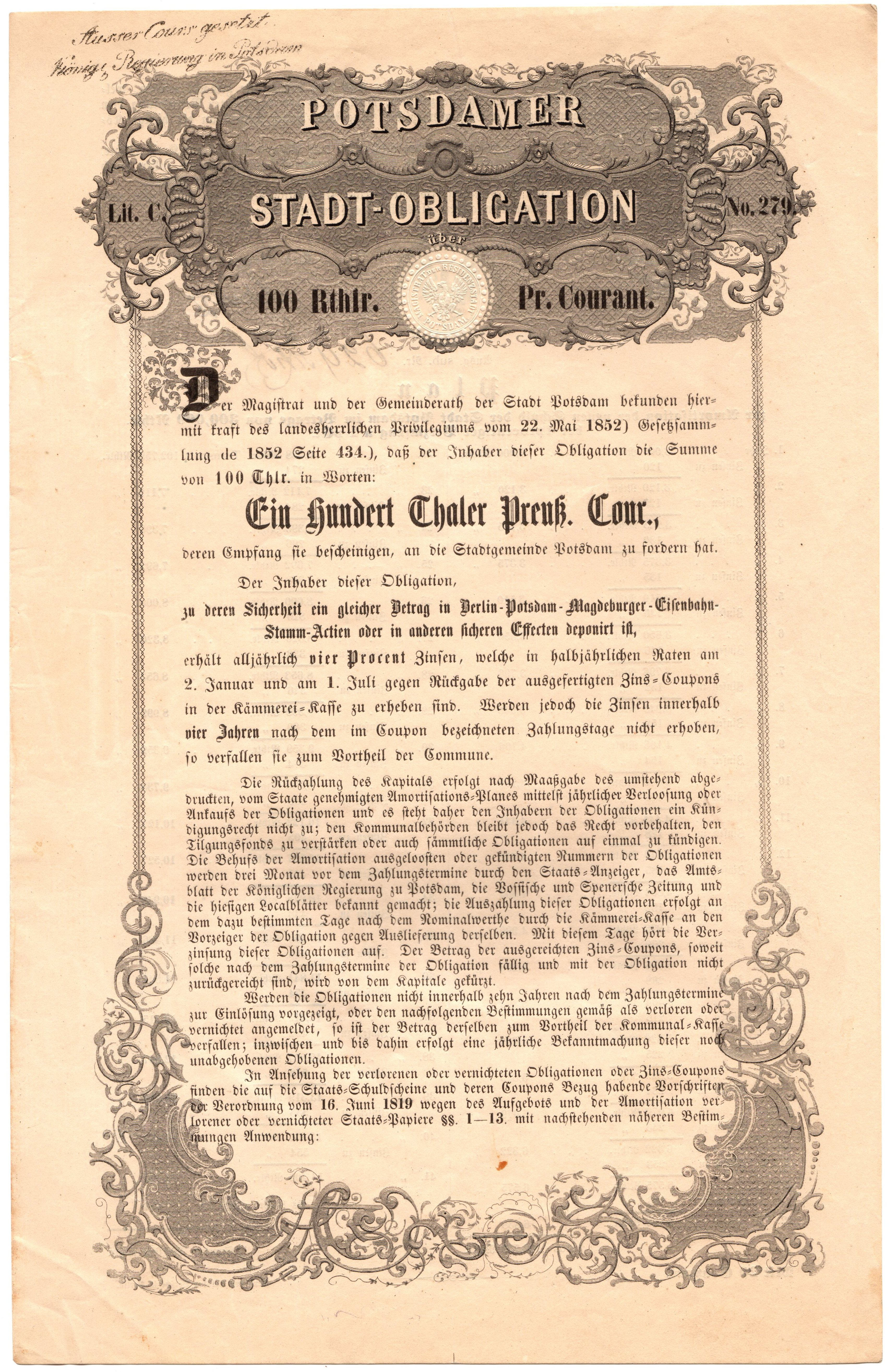
Aktien der Berlin-Potsdam-Magdeburger Eisenbahn dienten zur Sicherung dieser Potsdamer Stadt-Obligation über 100 Thaler vom 22. Mai 1852 (siehe Text auf der Obligation)

1837 bildete sich in Berlin die Berlin-Potsdamer Eisenbahngesellschaft mit einem Grundkapital von 700.000 Talern. Die unter ihrer Regie gebaute Stammbahn von Berlin nach Potsdam ging am 29. Oktober 1838 in Betrieb. Die 1843 gegründete Potsdam-Magdeburger-Eisenbahn-Gesellschaft mit einem Stammkapital von 4 Millionen Talern betrieb die Verlängerung der Strecke von Potsdam über Brandenburg an der Havel und Genthin nach Magdeburg. Mit der Inbetriebnahme der Strecke von Potsdam nach Magdeburg am 7. August 1846 übernahm sie die Anteile der Berlin-Potsdamer Eisenbahngesellschaft. Die Gesellschaft bezeichnete sich fortan als Berlin-Potsdam-Magdeburger Eisenbahngesellschaft. Ihr Sitz war zunächst Potsdam, 1868 zog die Gesellschaft nach Berlin um.
Anfang der 1870er Jahre gab es eine Reihe von Veränderungen im Streckennetz der Gesellschaft. Zwischen Burg und Biederitz wurde die alte, hochwassergefährdete Strecke nach Osten verlegt. Die Gleisanlagen in Magdeburg wurden komplett umgestaltet. Es entstand der heutige Hauptbahnhof in Magdeburg, den die Gesellschaft gemeinsam mit der Magdeburg-Halberstädter Eisenbahn und der Magdeburg-Köthen-Halle-Leipziger Eisenbahngesellschaft baute. Das westliche, heute nicht mehr existente, Empfangsgebäude des Bahnhofs wurde von der Berlin-Potsdam-Magdeburger Eisenbahn erreicht. Zwischen Biederitz und Magdeburg entstand eine neue Elbquerung. Auch der Potsdamer Bahnhof in Berlin wurde erweitert. Am 1. Juni 1874 eröffnete die Gesellschaft eine neue Bahnstrecke von Biederitz zur preußisch-anhaltischen Landesgrenze mit Anschluss nach Zerbst und Dessau.
Am 1. Juni 1874 eröffnete die Gesellschaft die Wannseebahn, die von Zehlendorf über die neugebauten Stationen in Schlachtensee und Wannsee nach Kohlhasenbrück (später Neubabelsberg und heute Griebnitzsee genannt) führte, wo sie die Stammbahn wieder erreichte. Auch an der Stammstrecke entstanden neue Bahnhöfe in Friedenau und Groß-Lichterfelde.
Die finanzielle Lage der Gesellschaft hatte sich nach 1870 jedoch negativ entwickelt. 1878 begann der preußische Staat mit den Verhandlungen zur Übernahme der Gesellschaft. Am 24. Dezember 1879 wurde ein entsprechender Vertrag geschlossen und durch Gesetz vom 14. Februar 1880 bestätigt. Am 1. April 1880 ging die Gesellschaft für einen Kaufpreis von 40 Millionen Mark in Staatsbesitz über. Die Strecken der Gesellschaft wurden der Eisenbahndirektion Magdeburg unterstellt.

## Überlieferung
Große Teile der Überlieferung der Berlin-Potsdam-Magdeburger Eisenbahngesellschaft befinden sich in der Abteilung Dessau des Landesarchivs Sachsen-Anhalt. 